# Белобрюхий мохноногий стриж
Белобрюхий мохноногий стриж (лат. Aeronautes saxatalis) — вид птиц семейства стрижиных.
Вид распространён на западе Северной Америки, от Орегона до Гондураса. Это перелётная птица, путешествует вдоль Тихоокеанского побережья.
Достигает длины 15—18 см, с размахом крыла 35,5 см, и отличается от остальных североамериканских стрижей белым цветом горла, который тянется вниз к брюху. Верхняя часть тела, брюхо и бока чёрные, а нижняя поверхность крыльев серая. Подобно другим стрижам, птица использует свои короткие ноги только для сидения на вертикальных поверхностях или проводах, и никогда не приземляется на землю добровольно.
В полёте стриж ловит насекомых, таких как жуки, пчёлы и тому подобное. Это один из самых быстрых видов птиц в Северной Америке.
Во время сезона размножения в мае птицы оказываются в небольших колониях из зубчатых скал. Там они строят плоские, чашеобразные гнёзда, которые состоят из перьев и трав. В нём самка откладывает 4—8 белых яиц. Высиживанием и заботой о потомстве занимаются оба родителя.

## Классификация
Международный союз орнитологов выделяет два подвида:
- A. s. saxatalis (Woodhouse, 1853) — от юго-восточной Канады (юг Британской Колумбии) через запад США к югу Мексики (Оахака) и до Карибских низин.
- A. s. nigrior Dickey & van Rossem, 1928 — возвышенности от южной Мексики (Чьяпас) до центрального Гондураса.